# Новотны, Штепан
Штепан Новотны (чеш. Štěpán Novotný; 21 сентября 1990, Прага, Чехословакия) — чешский хоккеист, нападающий. Выступал в КХЛ за клуб «Лев Попрад». Чемпион чешской Экстралиги 2019 года в составе «Оцеларжи Тршинец».

## Карьера
Штепан Новотны является воспитанником пражской «Спарты». В 14 лет дебютировал с юниорской команде «Спарты» (до 18 лет). В 15 лет Новотны перебрался за океан, где выступал на протяжении 6 лет в разных лигах. В 2009 году он стал чемпионом Западной хоккейной лиги. После возвращения в Европу летом 2011 года Новотны отыграл сезон в КХЛ за «Лев Попрад». В 2012 году он вернулся в Чехию, подписав контракт с «Били Тигржи Либерец». С тех пор Новотны сменил много команд в чешской и словацкой Экстралиге. В свои последние 2 сезона играл в первой чешской лиге за «Фридек-Мистек» и в Экстралиге за «Оцеларжи Тршинец». Завершил карьеру хоккеиста в 2020 году.

## Достижения
Чемпион Западной хоккейной лиги 2009
 Чемпион чешской Экстралиги 2019
 Серебряный призёр чешской Экстралиги 2014

## Статистика
- Чешская экстралига — 91 игра, 19 очков (10+9)
- Словацкая экстралига — 242 игры, 116 очков (52+64)
- КХЛ — 34 игры, 11 очков (5+6)
- Первая чешская лига — 54 игры, 54 очка (30+24)
- Западная хоккейная лига — 215 игр, 145 очков (72+73)
- Хоккейная лига США — 48 игр, 11 очков (4+7)
- Европейский трофей — 8 игр, 1 шайба
- МХЛ — 5 игр, 4 очка (1+3)
- Мемориальный кубок — 4 игры, 1 передача
- Австрийская лига — 2 игры
- Кубок Шпенглера — 1 игра
- Всего за карьеру — 704 игры, 362 очка (175+187)